# Monophorus fascelina
Monophorus fascelina är en snäckart som beskrevs av Suter 1908. Monophorus fascelina ingår i släktet Monophorus och familjen Triphoridae. Inga underarter finns listade i Catalogue of Life.